# Julien Billaut
Pour les articles homonymes, voir Billaut.
Julien Billaut, né le 26 novembre 1981 à Toulon, est un kayakiste français.

## Biographie
Après plusieurs voyages pendant son enfance, il retourne en France dans la ville de Le Pradet (VAR) où il fait ses débuts au kayak au côté de Bruno Carlier.
Vainqueur des championnats d'Europe en 2004 à Skopje et des Championnats du monde en 2006 à Prague, il doit faire face à une rude concurrence en France avec Fabien Lefèvre, double champion du monde, ou Benoît Peschier champion olympique ainsi qu'avec les plus jeunes comme Boris Neveu, Pierre Bourliaud, Sébastien Combot ou d'autres encore.
Lors des mondiaux 2006 de Prague, une vive polémique oppose les équipes de France et d'Italie. En effet, Stefano Cipressi, initialement déclaré vainqueur puis déclassé au profit du français pour franchissement litigieux sur une porte, fut finalement rétabli à sa première place.
Cinq mois après les Mondiaux, Julien Billaut a cependant été déclaré, sur tapis vert, champion du monde en K1, ex aequo avec l'Italien Cipressi.
Membre du club de Pau Pyrénées Eaux Vives, c'est un grand passionné d'orchidées
Il échoue dans sa tentative pour se qualifier pour les Jeux Olympiques de Pékin lors des « piges » de Seu d'Urgell, sélections françaises, la place en K1 étant finalement remportée par Fabien Lefèvre,alors qu'il avait remporté les Préolympique à Pékin en 2007.

## Palmarès
- Championnats du monde de canoë-kayak
  -  Médaille d'argent par équipe aux mondiaux 2007 à Foz do Iguassu (Brésil) en 2007 avec Pierre Bourliaud et Sébastien Combot.
  -  Médaille d'or aux Championnats du monde de canoë-kayak slalom 2006 à Prague(République Tchèque)
  -  Médaille d'or par équipe à Prague (République Tchèque) avec Fabien Lefevre et Boris Neveu.
  -  Médaille d'or par équipe à Penrith (Australie) en 2005 avec Fabien Lefevre et Boris Neveu.
  -  Médaille de Bronze  par équipe en 1998

- Championnats d'Europe de canoë-kayak
  -  Médaille d'or aux Championnats d'Europe 2004 à Skopje en Macédoine
  - 5e en 2006 sur le bassin français de l'Argentière.
  -  Médaille d'Argent par équipe à Tacen en Slovénie en 1999.

- Championnats de France de canoë-kayak
  -  Médaille d'Argent à Bourg Saint Maurice en 2006
  -  Médaille d'or à Bourg Saint Maurice en 2005
  -  Médaille d'or à Réals en 2003
  -  Médaille d'Argent en 2002
  -  Médaille de Bronze en 2001 à Réals
  -  Médaille de Bronze en 1999 à Bourg Saint Maurice
  -  Médaille de Bronze en 1997 à Pau (cadet)

- Pré-Olympiques
  -  Vainqueur en 2007 à Pékin (Chine)

- Coupe du Monde
  -  2e de la coupe du monde en 2003
  -  2e à une manche de coupe du monde Junior (CZE)